# Тумурова, Василиса Андреевна
Васили́са Андре́евна Туму́рова (1928―2020)― советская бурятская танцовщица, Заслуженная артистка Бурятской АССР, Народная артистка Бурятской АССР, солистка балета ансамбля песни и танца «Байкал» с 1950 года.

## Биография
Родилась 28 декабря 1928 года в Аларском районе, Бурят-Монгольская АССР, РСФСР.
Свою танцевальную карьеру Тумурова (сценический псевдоним — Оюн Тумурова) начала в Бурятском государственном театре оперы и балета (до 1948 года музыкально-драматический), где училась танцевать в студии при театре и работала здесь в 1945-1950 годах. Затем, в 1950 году перешла в ансамбль песни и танца «Байкал», где и служила до выхода на пенсию. Была участницей Второй декады литературы и искусства Бурятской АССР в Москве в 1959 году.

«Артистическое дарование, тонкое музыкальное чутье, сценическое обаяние принесли молодой артистке большой успех, выдвинули ее в число ведущих солисток коллектива. Конечно, все это пришло не сразу. Василиса шла к своим достижениям через многие массовые танцы: «Кижингин гол», «Молодежная», «Танец девушек», русская плясовая, «Мэндэшэн» — Николай МАДУЕВ. «ТВОРЦЫ БУРЯТСКОГО ТАНЦА»
.
Тумурова внесла значительный вклад в становление молодого коллектива. До самого ухода со сцены по выслуге лет была солисткой балета ансамбля. Её репертуар был большим и разнообразным, куда вошли такие разные по характеру танцы, как «Бурятский приветственный», «Башкирский», «Таджикский», «Узбекский», «Татарский», «Литовский», «Бухарский», «Калмыцкий». А также индийский (классический и народный), египетский, испанский, монгольский, индонезийский, кубинский, бразильский, мексиканский, и другие.

Индийский танец, пожалуй, один из самых любимых произведений солистов ансамбля Баира Егорова и Оюн Тумуровой, у него несколько вариантов. Есть редакция на дуэтное исполнение, есть и сольная постановка.
Великолепно исполняли танец солисты. А Василиса Тумурова с этим же, сольным, номером танцевала на сцене филиала Большого театра Союза ССР в заключительном концерте второй декады» — Николай МАДУЕВ. «ТВОРЦЫ БУРЯТСКОГО ТАНЦА».
.
Ей всегда доверяли первое исполнение многих танцев в программе ансамбля «Байкал», как, например, приветственный танец «Ликование», поставленный на музыку композитора Л. Израилевича хореографом Ксенией Есауловой, много лет сотрудничавшей с ансамблем. В танце нет сложных технических трюков. Движение рук, применение традиционных ёхорных ходов и других элементов позволяют танцовщице добиться правдивости образа, раскрыть переживания героини.
Василиса Тумурова объездила с ансамблем весь Советский Союз, также гастролировала в составе концертной группы артистов балета по странам Азии: Таиланд, Малайзия, Пакистан, Индия, Бангладеш, Сингапур и др.
Артистка работала педагогом-репетитором в народном ансамбле восточного танца «Лотос». В 1982 году Тумурова приняла участие в Международном фестивале фольклора СССР во Франции, на празднике газеты «Юманите», в международном фестивале «Музыкальные инструменты» в Испании в 1979 году, в VII Вавилонском фестивале в Ираке в 1995 году.
Уйдя с танцевальной сцены, с 1987 по 1997 годы работала в Республиканском центре народного творчества, где оказывала большую практическую помощь молодым хореографам. Основное внимание уделяла детскому ансамблю «Бульжамур», где поставила более 10 танцев.
Награждена Орденом «Знак Почёта», двумя почётными грамотами Президиума Верховного Совета Бурятской АССР, значком «За отличную работу» Министерства культуры СССР. За большой вклад в развитие национального танцевального искусства Василиса Андреевна Тумурова была удостоена почётных званий «Заслуженная артистка Бурятской АССР» и «Народная артистка Бурятской АССР».
Умерла 23 декабря 2020 года в Улан-Удэ.